# Jiří Pospíšil (basket-ball)
Pour les articles homonymes, voir Jiří Pospíšil.
Jiří Pospíšil, né le 9 septembre 1950 à Brno en Tchécoslovaquie et mort le 13 juin 2019, est un joueur tchécoslovaque de basket-ball. Il évolue durant sa carrière au poste d'ailier.

## Palmarès
- 3e du championnat d'Europe 1977